# Івове
Івове (пол. Iwowe) — село в Польщі, у гміні Борове Ґарволінського повіту Мазовецького воєводства.
Населення — 584 особи (2011).
У 1975—1998 роках село належало до Седлецького воєводства.

## Демографія
Демографічна структура станом на 31 березня 2011 року:
|          | Загалом | Допрацездатний вік | Працездатний вік | Постпрацездатний вік |
| -------- | ------- | ------------------ | ---------------- | -------------------- |
| Чоловіки | 312     | 55                 | 218              | 39                   |
| Жінки    | 272     | 59                 | 144              | 69                   |
| Разом    | 584     | 114                | 362              | 108                  |